# Alianza Fútbol Club (Colombia)
L'Alianza Fútbol Club è una società calcistica colombiana con sede nella città di Valledupar. Milita nella Categoría Primera A, la massima divisione calcistica in Colombia.

## Storia
Il 16 gennaio 2024 l'Alianza Petrolera ha ufficializzato il trasferimento dalla città di Barrancabermeja a Valledupar a causa dello scarso supporto finanziario da parte delle autorità locali. È stato rimosso il termine Petrolera dal nome ufficiale del club ed i colori sociali sono passati da giallo e nero a bianco, blu e rosso.
Il primo incontro della nuova squadra è stato disputato il 21 gennaio 2024 in concomitanza con la prima giornata della Categoría Primera A 2024 ed è terminato 3-1 a favore del Atlético Nacional. Il 6 marzo seguente ha giocato il suo primo incontro internazionale vincendo 2-1 contro l'América de Cali nel primo turno preliminare di Coppa Sudamericana e raggiungendo la fase a gironi.

## Stadio
Gioca le sue partite allo stadio Armando Maestre Pavajeau, che ha ospitato anche il Valledupar fino alla sua scomparsa nel 2023.

## Allenatori
- Hubert Bodhert (2024–)